# Logistik Heute
Logistik Heute (Eigenschreibweise: LOGISTIK HEUTE) ist ein zehnmal jährlich erscheinendes Logistik-Magazin aus dem Huss-Verlag in München. Gegründet wurde es 1979 von Wolfgang Huss. Seit April 2013 gibt es das gedruckte Fachmagazin auch als App. Das Fachmagazin richtet sich an Führungskräfte in Industrie, Handel und Dienstleistung, die logistische Prozesse im Unternehmen steuern und verantworten. Die Zeitschrift informiert über innovative Logistikkonzepte und neue Produkte und Trends in allen Bereichen der Lieferkette.
Die verkaufte Auflage lag nach IVW-Angaben bei 11.210 Exemplaren.

## Forum
Die Veranstaltungen zur Ersatzteil-, Lebensmittel-, Fashion-, E-Commerce- und Produktionslogistik unter dem Label Logistik heute Forum richten sich an Führungskräfte aus Industrie, Handel und Dienstleistung.

## Supply Chain Management Award und Smart Solution Award
Seit 2006 würdigt der Supply Chain Management Award herausragende Lösungen industrieller Wertschöpfungsketten und damit Unternehmen, die ihre Supply Chain auf konsequente oder ungewöhnliche Weise optimieren. Der Smart Solution Award wird für besonders innovative Konzepte vergeben, die sich noch in einem frühen Stadium der Umsetzung befinden.